# Ida Weggelaar
Ida Elisabeth Schreiber-Weggelaar (Amsterdam, 24 augustus 1918 – 8 augustus 1995) was een Nederlands kinderboekenschrijfster. Ze schreef onder haar meisjesnaam en haar getrouwde naam. Soms werkte ze onder de pseudoniem "Elizabeth Van Heerde".

## Persoonlijk
Weggelaar was een zuster van Henk Weggelaar, docent, Nederlands schilder en beeldhouwer. Ze trouwde in 1948 met de Duitse kunstenaar en regisseur Paul Schreiber. Hun dochter Paulida Weggelaar speelde de hoofdrol in de film Myrte en de demonen. 
Weggelaar overleed in augustus 1995. Ze werd op 8 augustus 1995 begraven op begraafplaats "Den en Rust" in Bilthoven.

## Bibliografie

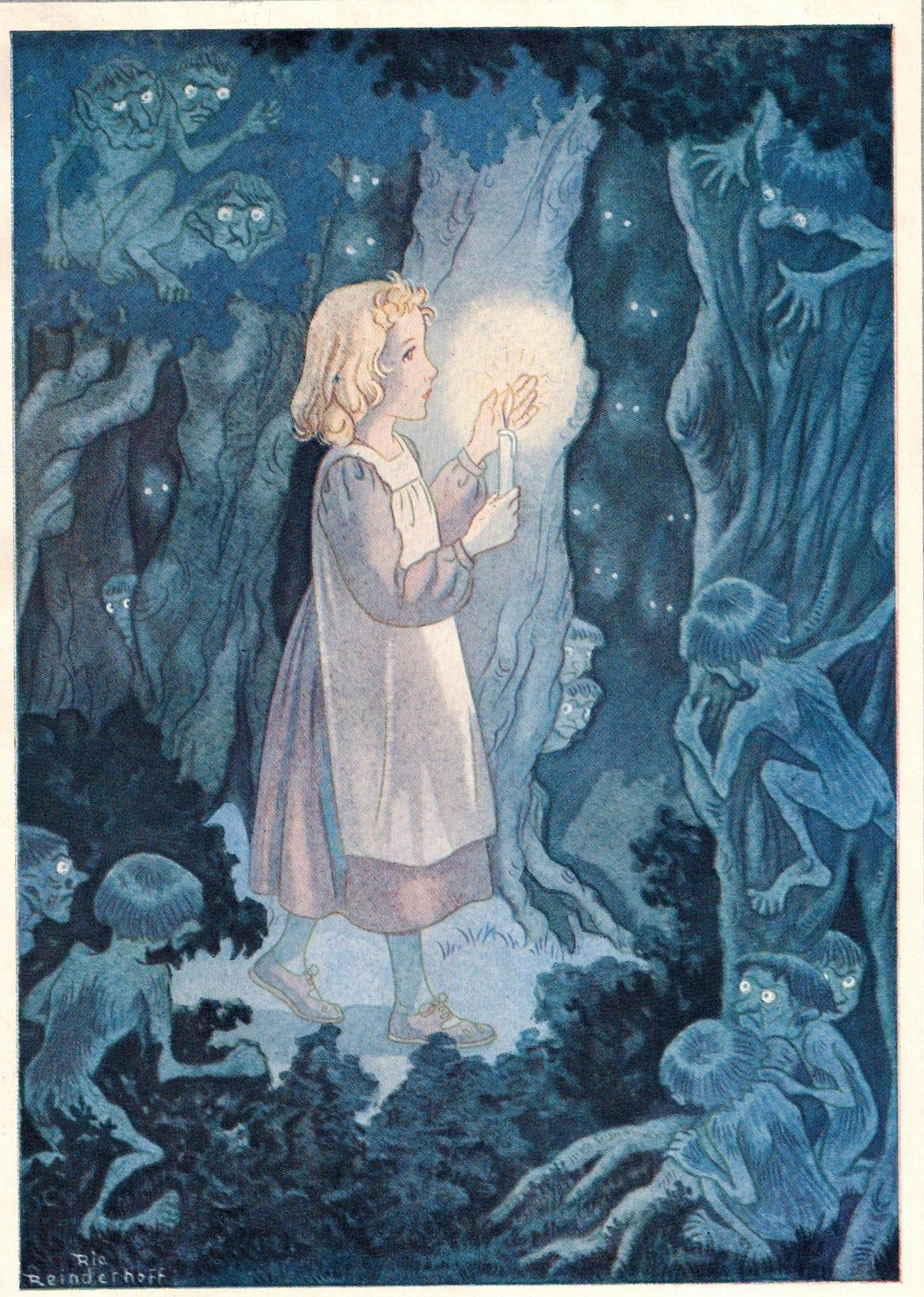
Myrte en de Demonen - Tekening Rie Reinderhof - Vertaling Ida Weggelaar

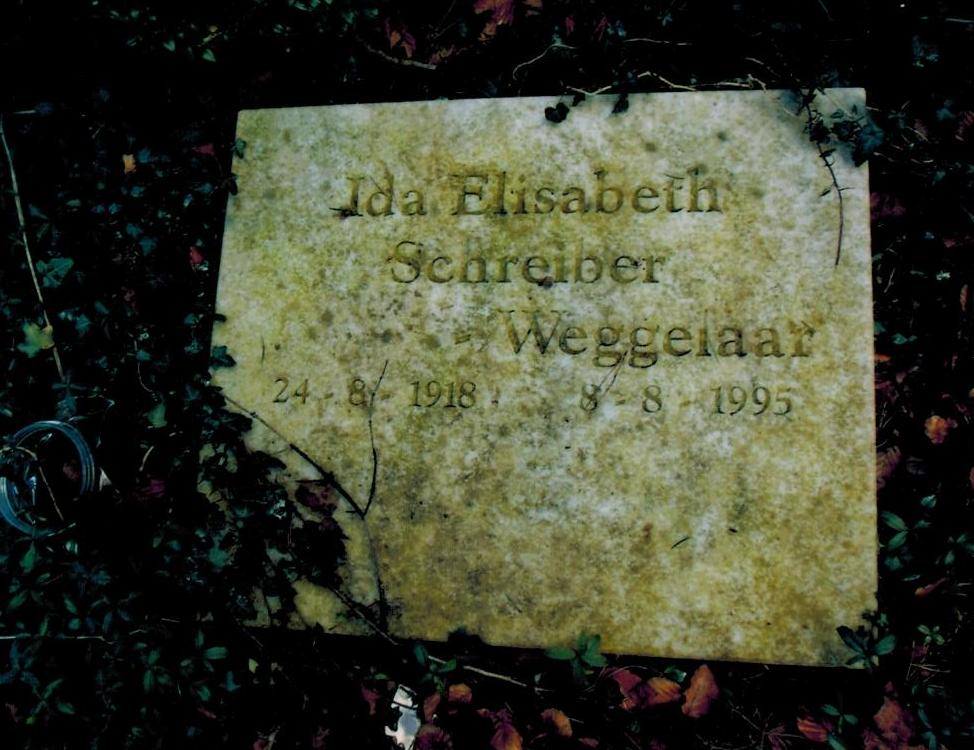
Ida Elisabeth Schreiber-Weggelaar 1918 - 1995

## Boeken
- Digitale Bibliotheek voor de Nederlandse Letteren: wegg004
- Nederlandse Thesaurus van Auteursnamen: 155661094
- Virtual International Authority File: 279848192
- WorldCat: E39PCjxkYp6MjvmBfmhT8CC6Dq